# Codice Aurora
Codice Aurora è una miniserie TV italiana del 2008, diretta da Paolo Bianchini. La miniserie inizialmente prevista su Rai 2 nel 2008, non fu trasmessa fino a settembre 2012 quando la miniserie viene trasmessa su Rai Premium.

## Trama
A Livorno in seguito a un incendio in un campo rom, in cui muore una donna, e all'uccisione di un informatore della polizia sul cui corpo viene rinvenuto un biglietto da visita di un night club con scritto "Aurora"  il sostituto procuratore della repubblica Margherita Borboni, da tempo impegnata ad indagare sugli affari sospetti che coinvolgono il titolare del night club (il suo vecchio amico di adolescenza Massimo Carlesi) e alcuni suoi soci, decide di aprire un’inchiesta coinvolgendo una sua vecchia fiamma, nonché vecchio amico di Carlesi, Renzo De Nardi, che ora vive a Roma e lavora come ispettore di polizia in un quartiere di periferia. De Nardi dovrà infiltrarsi nel night club e nella vita di Carlesi, fingendosi in fuga dalla legge per una rapina finita male, per scoprire cosa si nasconde dietro l'attività del night club, dietro i rapporti d'affari tra Carlesi e l' "ingegnere" Sarace, un armatore che la Borboni sospetta coinvolto in numerose attività losche ma che in passato non era mai riuscita a far incriminare, e il significato della parola Aurora. 